# Baby, Please Don’t Go
Baby, Please Don’t Go ist ein Blues-Song von Big Joe Williams aus dem Jahr 1935.
Das Stück ist ein typischer Delta Blues, der in seiner ursprünglichen Fassung mit Gitarre, Mundharmonika, Perkussion und Gesang eingespielt wurde. Der Song handelt von einem Gefangenen, der zu seiner Geliebten spricht; der Liebhaber bittet sie, ihn jetzt nicht zu verlassen und nicht zurück nach New Orleans zu gehen.

## Geschichte
Das Lied wurde am 31. Oktober 1935 von Big Joe Williams (mit Dad Tracy und Chasey Collins) das erste Mal aufgenommen und hatte sich in der Folge zu einem Blues-Standard entwickelt, der von zahlreichen Musikern aufgenommen wurde.

## Bekannte Versionen
- Big Joe Williams, 1935
- Van Morrison und Them, 1964
- The Amboy Dukes und Ted Nugent, 1967
- AC/DC, 1975, High Voltage
- Aerosmith, 2004
- Jerry Granelli Trio: Plays Vince Guaraldi & Mose Allison (2020)

## Andere Versionen
- 1936 Tampa Kid
- 1936 Sam Montgomerey
- 1939 Leonard Caston
- 1949 John Lee Hooker
- 1952 The Orioles
- 1953 Muddy Waters
- 1957 Billy Lee Riley
- 1960 Mance Lipscomb
- 1961 Pink Anderson
- 1962 Mose Allison
- 1962 Bob Dylan
- 1964 Georgie Fame
- 1966 The Ballroom
- 1966 Los Ovnis
- 1968 Beacon Street Union
- 1969 Alvin Lee
- 1970 Al Kooper
- 1972 Gary Glitter
- 1973 Budgie
- 1976 Curved Air
- 1984 Restless
- 1985 Willie and the Poor Boys
- 1986 Cowboy Junkies
- 1991 Webb Wilder
- 2005 Marius Müller-Westernhagen